# 揭阳县
揭阳县，中国旧县名，在今广东省揭阳市境。
秦朝时置揭阳县，后有废置。《史記‧南越列傳 （页面存档备份，存于）》對於揭陽縣令史定載有相關的記載。新朝時，王莽置南海亭。根據《歷代地理沿革表》的記載，秦朝置揭陽縣，歸南海郡；兩漢及孫吳沿襲，於晉朝時廢置。北宋宣和三年（1121年），以海阳县的三乡置揭阳县。南宋绍兴二年（1132年），废入海阳县。绍兴八年（1138年），复置，仍称治吉帛村，是谓“三阳”。属潮州。元朝属潮州路。明朝属潮州府。清朝仍属潮州府，考评：繁难。
辛亥革命后，全国废府，揭阳县直属广东省。1949年后，历属潮汕专区、粤东行政区、汕头专区。1965年，揭阳县与陆丰县拆分出揭西县。1970年起，历属汕头地区、汕头市。1991年，设立地级揭阳市，撤销揭阳县，设立榕城区，原揭阳县东部设立揭东县。